# CBRE Group
CBRE Group, Inc. (tidigare CB Richard Ellis), är ett amerikanskt multinationellt konsultföretag i fastighetsbranschen med huvudkontor i Los Angeles, Kalifornien som är noterat på NYSE. Det är världens största företag gällande fastighetsrelaterade tjänster. CBRE agerar normalt som rådgivare i samband med förvärv eller försäljningar av fastigheter, med facility management, uthyrning, värderingar och andra fastighetsrelaterade områden. 
Globalt finns CBRE i över 60 länder och har cirka 70 000 anställda. I Sverige finns kontor i Stockholm, Göteborg och Malmö.